# Френски Индокитай
Френски Индокитай е бивша колония на Франция, дала името на целия полуостров. В бившата колония влизат сегашните независими държави Лаос, Камбоджа и Виетнам.

## Етапи на колонизацията
Франция установява поетапно власт над локалните кралства през втората половина на 19 век, като част от колониалната си експанзия и по времето, когато колонизира голяма част от Африка. По същото време Великобритания провежда колонизация на други две територии в региона – сегашните държави Бирма и Сиам (Тайланд).
- През 1858 г. Франция навлиза във Виетнам под претекст, че защитава френските мисионери. Бързо е овладян Сайгон, който става столица на френската колония Кохинхина – най-южната част на Виетнам. Местната виетнамска династия Нгуен се поддава на силата на колонизатора и подписва през 1862 г. така нар. Сайгонски договор за безусловно преминаване на Кохинхина под френска власт.
- През 1863 г. Франция прави съседната на Виетнам държава – Камбоджа, свой протекторат.
- През 1873 г. Франция започва експанзия в северните територии на Виетнам, като през 1880 г. установява контрол върху среден Виетнам – Анам, а 5 години по-късно – върху Северен Виетнам – Тонкин. По този начин е създадена колонията Френски Индокитай.
- През 1893 г. Лаос става протекторат на Франция, а по време на Първата световна война – през 1917 г. е официално присъединен към Френски Индокитай.

## Етапи на деколонизацията на Френски Индокитай
- Франция запазва своята власт до Втората световна война, когато по-голямата част от колонията е окупирана от Япония, а една част – от Сиам (сегашен Тайланд). След капитулацията на Япония Франция получава обратно тези територии, но местните политически движения започват да провеждат борба за получаване на национална независимост.
- През 1945 г. водачът на виетнамската политическата партия Виет Мин – Хо Ши Мин обявява независимост на Виетнам, а по-същото време кхмерският крал Народом Сианук обявява независима Камбоджа.
- Франция решава да извърши реколонизация и възстановяване на властта си в Индокитай, при което среща политическа и въоръжена съпротива, особено във Виетнам. Така започва 8-годишната Първа Индокитайска война (1946 – 1954).
- На 7 май 1954 г. френската армия понася тежка загуба, което става причина за подписаването на Мирен договор в Женева на 20 юли 1954 г. Съгласно този договор на територията на Френски Индокитай се създават 4 независими държави – Северен Виетнам (с комунистическо управление), Южен Виетнам, Лаос и Камбоджа.

## Знаме
От 1887 до 1945 г. флагът на Индокитайския съюз е жълт флаг, в горната лява част на който е изобразен флагът на Франция. В периода 1946 – 1949 на жълтия панел са изобразени три хоризонтални ивици, символизиращи трите части на Виетнам.